# Janusz Wichowski
Janusz Wiktor Wichowski (ur. 6 października 1935 w Chełmie, zm. 31 stycznia 2013 w Valenciennes) – polski koszykarz. Wicemistrz Europy z 1963 roku i brązowy medalista mistrzostw w 1965 roku. Czterokrotny mistrz Polski, czterokrotny król strzelców ekstraklasy, reprezentant Polski podczas Igrzysk Olimpijskich w Rzymie 1960 oraz w Tokio 1964.

## Kariera sportowa

### Kariera klubowa
Jego pierwszym zespołem był klub Budowlani Jelenia Góra, w którym występował od 1949, a trenerem Marian Koczwara. Po ukończeniu szkoły średniej w 1953, został zawodnikiem drugoligowego Ogniwa Wrocław. Z wrocławską drużyną zajął w sezonie 1953/1954 pierwsze miejsce w grupie południowej II ligi, a następnie trzecie miejsce w turnieju finałowym o awans do ekstraklasy. W sezonie 1954/1955 zajął z drużyną drugie miejsce w grupie B II ligi. Od sezonu 1955/1956 był zawodnikiem pierwszoligowej Polonii Warszawa. W pierwszym sezonie w ekstraklasie zajął z drużyną piąte miejsce i zdobył tytuł króla strzelców ligi (417 pkt.). W 1957 zdobył z Polonią wicemistrzostwo, w 1959 mistrzostwo Polski i kolejny tytuł króla strzelców ligi (599 pkt.), w 1960 kolejne wicemistrzostwo Polski i trzeci tytuł króla strzelców ligi (563 pkt.). Od sezonu 1960/1961 był zawodnikiem Legii Warszawa. Z Legią zdobył mistrzostwo Polski w 1961, 1963 i 1966, wicemistrzostwo Polski w 1968, brązowy medal mistrzostw Polski w 1962, w sezonie 1963/1964 został czwarty raz w karierze najlepszym strzelcem ligi (593 pkt.).
Znajdował się w składzie Legii Warszawa, kiedy ta podejmowała gwiazdy NBA – 4 maja 1964. W zespole All-Stars znajdowali się wtedy: Bill Russell, Bob Pettit, Oscar Robertson, Tom Heinsohn, Jerry Lucas, Tom Gola, Bob Cousy, K.C. Jones, czyli dziś sami członkowie Galerii Sław Koszykówki. W spotkaniu tym zdobył 24 punkty, tyle samo co lider drużyny amerykańskiej – Tom Heinsohn, występując na parkiecie przez cały mecz wraz z Jerzym Puskunem, Andrzejem Pstrokońskim, Tadeuszem Suskim i Stanisławem Olejniczakiem. Drużyna z Warszawy przegrała to spotkanie 76-96. Różnica punktów okazała się najniższą spośród wszystkich pięciu drużyn, które rywalizowały z NBA All-Stars.
Po sezonie 1967/1968 odszedł z Legii i przez rok występował w belgijskiej drużynie II-ligowej z Brugge. Następnie został zawodnikiem II-ligowej Skry Warszawa. Ze swoim klubem wywalczył w sezonie 1970/1971 awans do ekstraklasy. W 1971 wyjechał do Francji i występował tam jako grający trener w zespołach Marly i Escaudain, w niższych klasach rozgrywkowych. W wieku 46 lat zakończył karierę sportową.

### Kariera reprezentacyjna
W reprezentacji Polski seniorów debiutował 13 lipca 1956 w towarzyskim spotkaniu meczu z Chinami i zdobył w nim 13 punktów. Jego największym sukcesem na arenie międzynarodowej było wicemistrzostwo Europy w 1963 oraz brązowy medal mistrzostw Europy w 1965. Nosił na koszulce numery 13 i 4.
Ponadto wystąpił dwukrotnie na Igrzyskach Olimpijskich (1960 – 7. miejsce, 1964 – 6. miejsce), mistrzostwach świata w 1967 (5. miejsce) oraz mistrzostwach Europy w latach 1957 (7 miejsce), 1959 (6 miejsce) i 1961 (9 miejsce). Był najskuteczniejszym strzelcem polskiej reprezentacji podczas ME w latach 1957, 1959 i 1961, a na Igrzyskach Olimpijskich w Rzymie w 1960 zajął w klasyfikacji strzelców drugie miejsce z 166 punktami, ustępując tylko Radivojowi Koraciowi (192 pkt).
Występy w reprezentacji Polski zakończył w 1967. Ogółem w kadrze rozegrał 224 spotkania, zdobywając 2970 punktów.

## Życie prywatne
Ukończył technikum ekonomiczne w Jeleniej Górze. Studiował również w Szkole Głównej Planowania i Statystyki w Warszawie. Od 1968 był żonaty z Iwoną Wichowską, byłą tancerką Zespołu Pieśni i Tańca "Mazowsze", z którą miał dwoje dzieci. Po zakończeniu kariery sportowej pracował jako trener i nauczyciel w-f. Mieszkał w Marly we Francji.
W 2005, obok Ludwika Miętty-Mikołajewicza, Bohdana Przywarskiego, Marka Paszuchy oraz Alojzego Chmiela, został jednym honorowych członków Polskiego Związku Koszykówki.
W styczniu 2013 doznał zawału serca. 31 stycznia 2013 zmarł w szpitalu w Valenciennes.

## Osiągnięcia

### Drużynowe
- 4-krotny mistrz Polski (1959, 1961, 1963, 1966)
- 3-krotny wicemistrz Polski (1957, 1960, 1968)
- Brązowy medalista mistrzostw Polski (1962)
- Zdobywca pucharu Polski (1968)
- Uczestnik międzynarodowych rozgrywek Pucharu Europy Mistrzów Krajowych (1959/1960 – final four, 1960–1962, 1963/1964 – TOP 8, 1966–1968 – II runda)
- Awans do I ligi ze Skrą Warszawa (1971)

### Indywidualne
- 6-krotny lider strzelców polskiej ligi (1956–1960, 1964)
- Powołany do reprezentacji gwiazd Europy (1964)[8]

### Reprezentacja
Drużynowe
- Wicemistrz Europy (1963)
- Brązowy medalista mistrzostw Europy (1965)
- Zdobywca Pucharu Narodów (1966 – Francja)
- Uczestnik:
  - igrzysk olimpijskich (1960 – 7. miejsce, 1964 – 6. miejsce)
  - mistrzostw:
    - świata (1967 – 5. miejsce)
    - Europy (1957 – 7. miejsce, 1959 – 6. miejsce, 1961 – 9. miejsce, 1963, 1965)

Indywidualne
- Lider w skuteczności rzutów wolnych:
  - igrzysk olimpijskich (1964 – 87,8%)[9]
  - Eurobasketu (1963 – 85,3%)[10]
- 2. miejsce na liście najlepszych strzelców igrzysk olimpijskich (20,5 – 1960)[11]

### Inne
- Laureat odznaki honorowego członka Polskiego Związku Koszykówki (2005)